# Lucius Caecilius Metellus Delmaticus
Lucius Caecilius Metellus Delmaticus (auch Dalmaticus; * um 160 v. Chr.; † 103 v. Chr.) war ein römischer Politiker des ausgehenden 2. Jahrhunderts v. Chr. und Angehöriger des Zweiges der Meteller der gens Caecilia.
Lucius Caecilius Metellus Delmaticus war der älteste Sohn des Konsuls des Jahres 142 v. Chr., Lucius Caecilius Metellus Calvus. Der spätere Gegner des Gaius Marius wurde im Jahr 119 v. Chr. zusammen mit Lucius Aurelius Cotta zum Konsul gewählt. In den beiden folgenden Jahres war er als Prokonsul in Dalmatien und erhielt für einen Sieg über die Dalmater, für den er auch 117 v. Chr. mit einem Triumph geehrt wurde, den Beinamen Delmaticus. Aus der Kriegsbeute erneuerte er den Castor-Tempel und ließ einen Tempel für Ops Opifera errichten. Er oder sein Namensvetter Lucius Caecilius Metellus Diadematus war zusammen mit Gnaeus Domitius Ahenobarbus Zensor. Zudem bekleidete er das Amt des Pontifex Maximus. In dieser Funktion führte er 114 v. Chr. einen Prozess gegen drei Vestalinnen wegen Unkeuschheit.
Caecilius Metellus hatte drei Kinder, den Konsul des Jahres 68 v. Chr., Lucius Caecilius Metellus, Marcus Caecilius Metellus und Caecilia Metella, die Ehefrau von Marcus Aemilius Scaurus und anschließend von Lucius Cornelius Sulla.